# Jul på Månetoppen
Jul på Månetoppen är en norsk julkalender för barn som producerades av NRK och visades på NRK 2002 och i repris 2005, 2010 och 2014. Idé och manus skrevs av Gudny Ingebjørg Hagen. Jul på Månetoppen är en uppföljare till Jul i Blåfjell och Amalies jul och utgår från blåtomtarnas och rödtomtarnas perspektiv. Torunn Calmeyer Ringen står för regin.
Serien sattes också upp som hörspel 2005 i NRK och som pjäs 2007 på Hålogaland Teater.

## Handling
Rödtomtarna och blåtomtarna grälar om vem som egentligen äger Månetoppen. I höstas plockade rödtomtarna alla blåbären på Månetoppen, därmed har inte blåtomtarna tillräckligt med blåbär för att varken göra «Den blå timmen», som de måste göra varje dag i december, eller Julnatthimlen. Tillsammans måste de därför reda ut vem som egentligen har rätt till Månetoppen.

## Rollista
- Ulrikke Hansen Døvigen – flickebarnet
- Frank Jørstad – Storm
- Liv Bernhoft Osa – tomtemor
- Britt Langlie – fjällmor
- Kaj Remlov – tomtefar
- Ståle Björnhög – fjällfar
- Miriam Sogn – Myrtel
- Vidar Sandem – Støve Glassblåser
- Mikael och Tor-Fabian Aaserud – småblåsare
- Suzanne Paalgard – Turte
- Mikkel Gaup – tvilling
- Erik Hivju – Molte
- Frøydis Armand – tomtekusin
- Robert Skjærstad – tomtefarsa
- Pia Borgli – tomtebarnet
- Grethe Kausland – Mamsen
- Johannes Joner – Lillegutt
- Marianne Mørk Larsen – sandbärare 1
- Mörten Røhrt – sandbärare 2
- Nils Ole Oftebro – Eko Eko
- Paul-Ottar Haga – Blåfar
- Tone Danielsen – Blåmor
- Espen Skjønberg – Erke
- Mona Hofland – sjunde bergsdottern
- Monna Tandberg – drottning Bergros
- Ivar Nørve – kungsgårdstomten
- Ellen Horn – Borghild
- Björn Skagestad – Jon
- Johannes Roaldsen Fürst – Lars
- Thea Wehler Knudtzon – Lillian
- Bjørn Sundquist – grånissen vid havet